# Miel Pops
Honey Loops — серия сухих завтраков, производимых с 1990 года компанией Kellogg’s.

## Описание
Завтраки Honey Loops продаются в Швеции, Испании, Индии, Нидерландах, Мальте, Ирландии, Италии, Германии, России, Бельгии, Франции и Польше. Талисманом бренда являлся трутень по имени Лупи (Loopy), которого заменила пчела по имени Хани Би (Honey B). Первоначально хлопья продавались как «Медовые ореховые петли» («Honey Nut Loops»), однако в 1998 году орехи были исключены из ингредиентов, и название было изменено. В рекламе оригинального продукта прямо упоминались использовавшиеся «хрустящие орехи» («crunchy nuts»).
В Бразилии, Аргентине и Чили завтраки продавались до февраля 2015 года под названием «Honey Nutos». В Италии, Франции и России завтраки продаются под названием Miel Pops, а в Австрии — под названием Honey Bsss Loops. В Индии после нескольких лет производства продажи завтраков Honey Loops завершились.

## Коммерческий мем Miel Pops
В июле 2020 года в социальной сети TikTok вирусным интернет-мемом стало русское вступление Miel Pops с изображением танцующей ламы. Вирусная песня представляет собой кавер-версию песни на тему Miel Pops армяно-российской начинающей певицы Розалии в мае 2020 года. Многие испанцы неправильно истолковали текст с русского, многие интерпретировали слово «Miel Pops» как «Mi Pan», что в переводе с испанского означает «Мой хлеб». Многие со всего мира использовали звук с танцующей ламой, ссылаясь на Miel Pops. Текст песни звучал так: «Miel Pops, Zoom Zoom Zoom, Zoom Zoom Zoom. Miel Pops ah kak vkysno Nyam Nyam Nyam». Этот звук является одним из самых используемых по сей день, его используют популярные пользователи TikTok Жозефина Грей, Зандер Хикс и Джулия Линдвалл — все они имеют в общей сложности 75 миллионов подписчиков.

## Ингредиенты
- Злаковая мука (цельный овёс, цельная пшеница, цельный ячмень, цельная рожь, кукуруза)
- Сахар
- Мёд (4,5%)
- Глюкозный сироп
- Соль
- Трикальцийфосфат
- Ароматизатор
- Ниацин
- Железо
- Смешанный каротин
- Витамин B6
- Рибофлавин (В2)
- Тиамин (В1)
- Фолиевая кислота
- Антиоксидант (аскорбил пальмитат, альфа токоферол)
- Витамин B12[8]